# Nydamskolen
Nydamskolen (1954-1969 Sottrup Centralskole) er en folkeskole i Vester Sottrup, ni km nordvest for Sønderborg. Skolen ligger kun ca. to km fra offermosen Nydam Mose.
Nydamskolen har 437 elever, fordelt på 0.-9. klassetrin i to spor. Den havde i 2009 47 lærere (nogle på deltid), 3 ledere, 9 pædagoger, 1 skolesekretær, 2 kommunale specialklasser og en SFO med 110 elever. Skolen modtager elever fra Nybøl skole efter 6. klasse, Nydamskolen er praktikskole for 4. årgang på Haderslev Seminarium.

## Skolens historie
- Indtil 1954 var der i Sottrup Sogn 2-klassede skoler i Øster Snogbæk, Øster Sottrup og Vester Sottrup.
- Den 21. august 1954 blev den nye skole for Sottrup Kommune – Sottrup Centralskole indviet. Skolen var en årgangsdelt 7-klasset skole med gymnastiksal, bibliotek, skolekøkken, sløjd- og håndarbejdslokale.
- Efter at kommunerne i Ullerup, Nybøl og Sottrup var blevet enige om at oprette en realskoleafdeling, blev der i 1961 bygget en ny tilbygning med sanglokale, kombinerede fysik- og naturhistorielokaler, samt 5 klasselokaler. Foruden realafdelingen oprettedes også klasseværelser for 8. og 9. klasse.
- 1. april 1968 dannedes Sundeved Kommune af kommunerne i Nybøl, Ullerup og Sottrup og 8.-9. overbygningen på Bakkensbro Skole overflyttedes til Nydamskolen. En samtidigt begyndende kraftig befolkningstilvækst og dermed senere oprettelse af 10. klasse og børnehaveklasse betød et voksende behov for yderligere klasse- og faglokaler.
- I august 1972 stod en ny bygning færdig med administrationslokaler, lærerværelse, bibliotek, 2 klasseværelser og 5 faglokaler.
- 2004 blev skolen udvidet med lokaler til 2 børnehaveklasser og en del af SFO'en.
- 2005 blev der opført en hal med lokaler til naturfagene.
- Den 29. maj 2017 blev den nye fløj indviet. Bygningen rummer klasselokaler til indskolingen og mellemtrinnet, samt 2 faglokaler til fagene madkundskab og fysik/ kemi.

## Eksterne/kilder/henvisninger
- Nydamskolens hjemmeside Arkiveret 9. april 2017 hos  Wayback Machine
- Nydamskolens historie Arkiveret 13. november 2014 hos  Wayback Machine
- Nydams netavis